# Oum Errabiâ
Oum Errabiâ (en arabe : أم الربيع, en berbère : Wansifen), anciennement appelé Morbêa est un fleuve marocain. Long de 550 km, il est le deuxième cours d'eau du pays et atteint un débit de 117 m3/s.
Le fleuve prend sa source des hauteurs du djebel Hayane, à 1 800 m dans le Moyen Atlas, dans la commune rurale d'Oum Errabia, à 40 km de la ville de Khénifra et à 26 km de la ville de M'rirt. Il se jette dans l'océan Atlantique au niveau de la commune d'Azemmour.

## Présentation
Il est long de 550 km et débouche sur l'océan Atlantique à Azemmour (région de Casablanca- Settat). Par son débit non négligeable de 117 m3/s, de nombreux barrages (huit) y sont construits, les plus connus sont Bin el Ouidane, construit sur l'oued El Abid, du côté d'Azilal, près de la ville de Beni Mellal et à 120 km de Khénifra ; et le barrage Maachou à l'embouchure de l'Oum Errabiaa. Ce fleuve contribue au développement agricole de la plaine de Tadla et celle de Abda-Doukkala.
Les affluents d'Oum Errabiaa sont oued Srou, les principaux affluents au niveau de Khénifra sont l'oued Chbouka, l'oued Ouaoumana) et l'oued El Abid au niveau d'Azilal.
Sur le plan hydrologique, la province de Khénifra constitue un grand réservoir d'eau par son système hydrologique complexe.
Ces rivières prennent naissance dans la région de Khénifra grâce aux 40 sources qui alimentent le fleuve pour former 3 grands bassins hydrauliques :
- le bassin d'Oum Errabia  ;
- le bassin de la Moulouya  ;
- le bassin de Bouregreg .

La construction d'une série de barrages sur l'Oum Errabia et ses affluents constituera un défi pour le gouvernement marocain, qui veut atteindre son objectif d'irrigation évalué à 1 million d'hectares sur la totalité du royaume. L'autosuffisance en matière de production de blé n'est pas encore atteinte.

## Étymologie
Le nom berbère original du fleuve est : Wansifen. En arabe, Oum Errabiâ (ou plus couramment prononcé Oum Erbir) signifie « Mère du Printemps ».

## Le bassin d'Oum Errabiaa

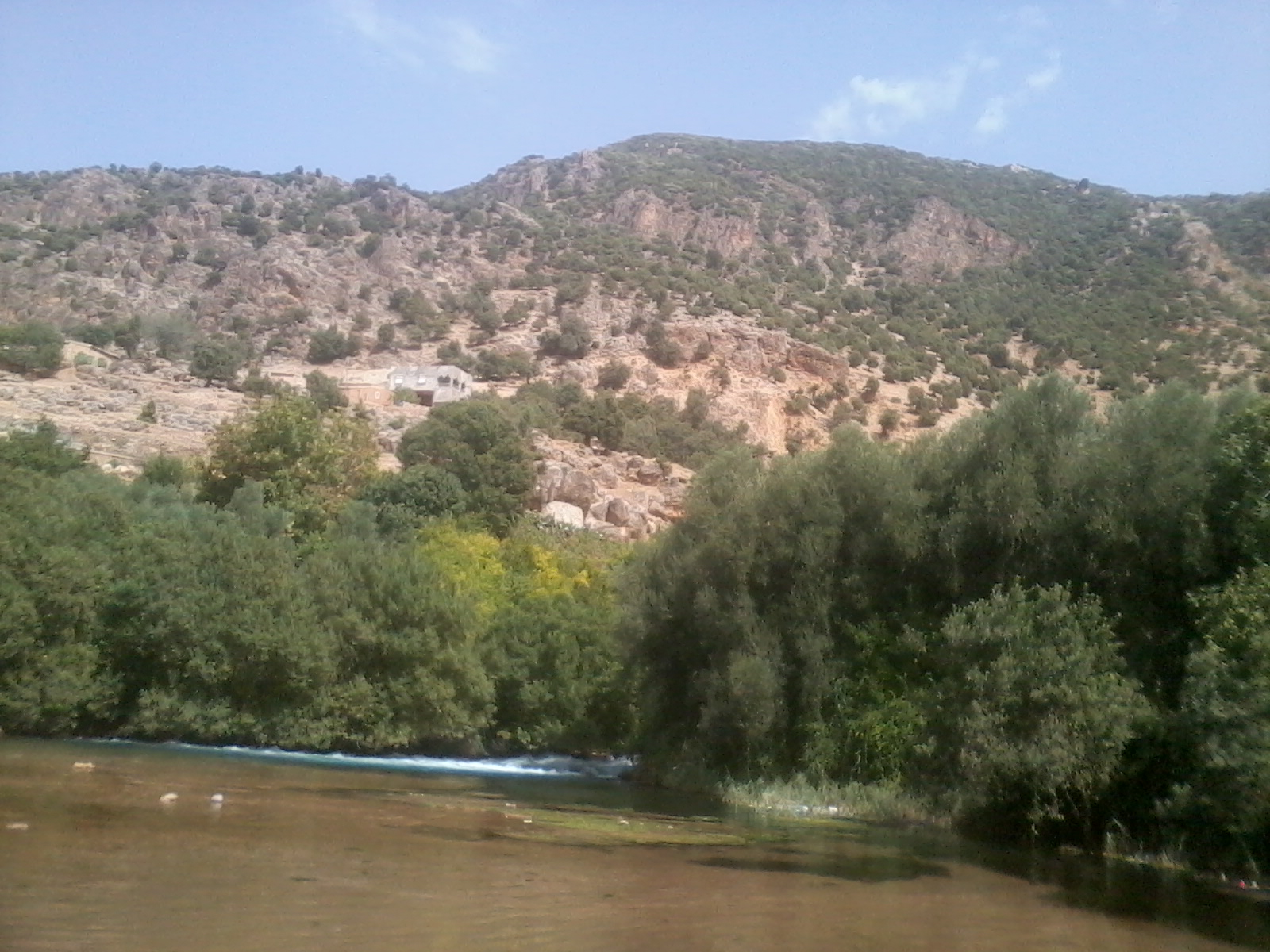
Environ des sources d'Oum Errabiaa.

Le bassin de l'Oum-Er-Rbia est la clé de voûte du réseau hydroélectrique et d'irrigation du Maroc, qui s'étend sur 35 000 km2. L'oued Oum Er-Rbia, d'une longueur de 600 km, prend son origine au Moyen Atlas à 1 240 m d'altitude et à 40 km de Khénifra, puis traverse la chaîne du Moyen Atlas, la plaine du Tadla et de Abda-Doukala, (la Meseta côtière) et se jette dans l'océan Atlantique à environ 16 km de la ville d'El Jadida (Azemmour). 

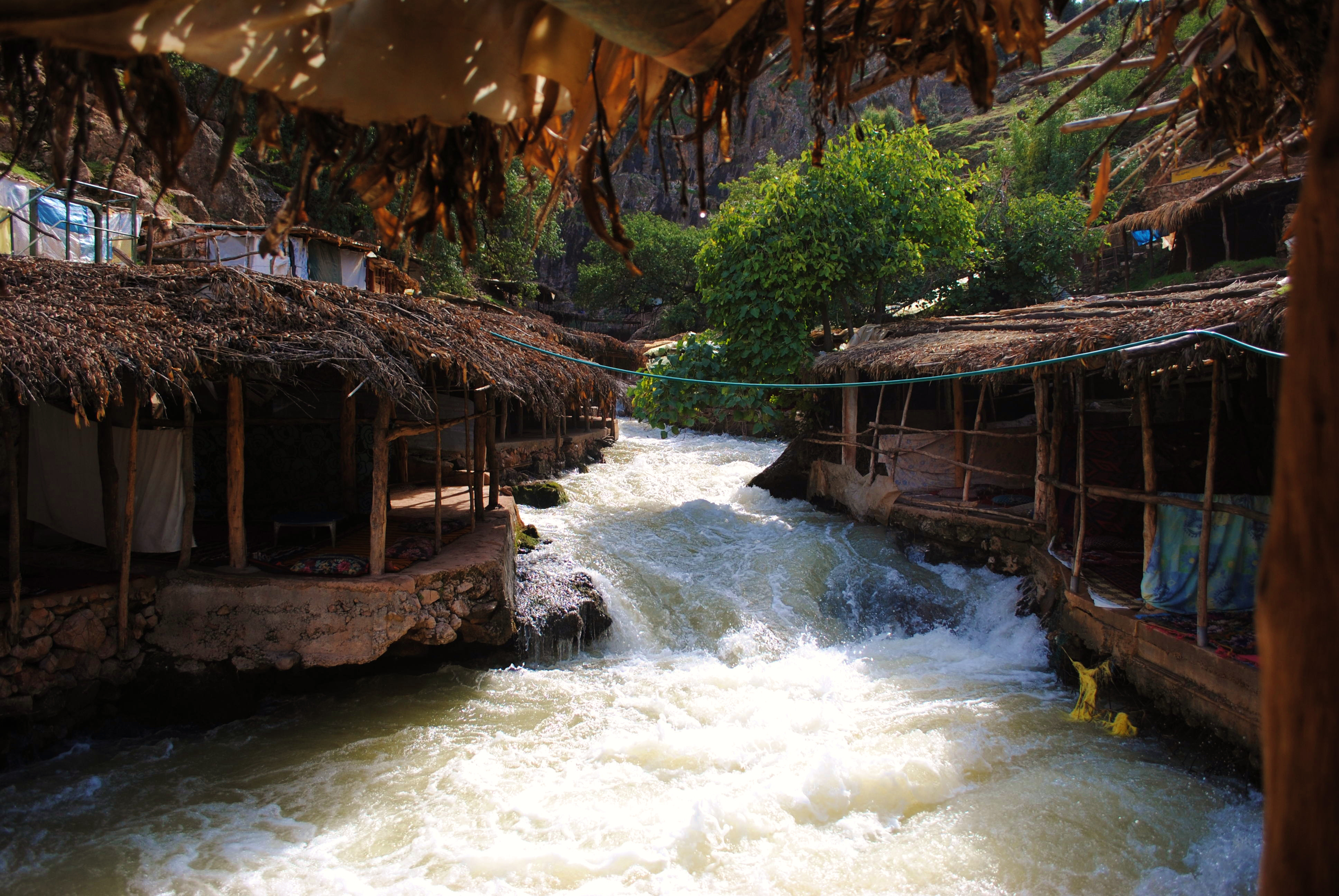
Aux sources d'Oum Errabiaa.

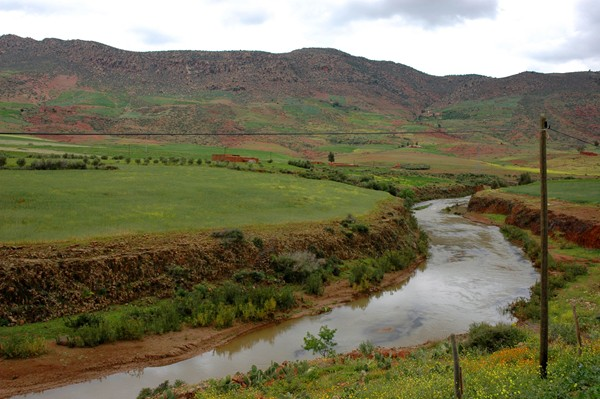
Oum Errabiaa.

Le bassin d'Oum Errabia constitue un ensemble de cours d'eau complexe, se concentrant dans la partie du Moyen Atlas (causse, meseta et le dir), il s'agit du réseau fluvial comprenant l'Oum Errabiaa, oued Srou, oued Chbouka. La pièce maîtresse du bassin se trouve sur l'axe principal de l'Oum Errabia (Oued El Abid). Ce bassin étant considéré comme un réservoir hydraulique pour une partie du pays, un ensemble de huit barrages y a été édifié.
L'agriculture ne cesse de se développer, particulièrement sur les bassins de Tadla et de Doukkala-Abda.

## Les barrages

### Province de Khénifra

#### Le barrage Tanafnit El Borj
Le barrage Tanafnit El Borj à 25 km de Khénifra est le 1er barrage hydroélectrique construit au village de Tanafnit, en aval des sources de l'Oum Errabia.
La réalisation du complexe a impliqué la création d'un barrage, l'amélioration des infrastructures routières de la région. Ces travaux ont été effectués par une société chinoise.
Situé dans la province de Khénifra, se trouvant à 40 km environ au Nord-Est de la ville de Khénifra, cet aménagement bénéficie d'une importante régularisation naturelle grâce aux sources de Oum Er Rbia qui assurent à l'oued des débits d'étiage particulièrement soutenus. 
La ville de Khénifra est alimentée en eau potable, par une station de traitement des eaux du fleuve, d'un goût prononcé.
D'une puissance installée de 2 x 9 MW, l'aménagement de Tanafnit consiste à turbiner les débits de cette source pour les restituer juste à l'amont de l'aménagement hydroélectrique El Borj.

### Province de Beni Mellal

#### Le barrage Ahmed El Hanssali
Présente une hauteur de 101 m, avec une longueur de crête de 342 m. Il a été conçu pour l’approvisionnement en eau, l’irrigation et l’énergie hydraulique.
Le barrage Ahmed El Hansali, situé près du centre Zaouit Cheikh à 50 km de Béni Mellal, est un ouvrage en enrochements à masque amont en béton, permettant de créer une retenue de 740 millions de m³, de régulariser 473 millions de m³ et d’obtenir une chute variant entre 51 et 82 m pour la production d’énergie électrique.
Sa construction sur l'Oum Errabia constitue un atout stratégique, sur le plan hydroélectrique et pour l'irrigation de la plaine de Beni Amir (36 000 hectares), outre l'approvisionnement en eau potable. Sa capacité de stockage est de 350 millions de m³.

#### Barrage Aït Ouarda
Le barrage Aït Ouarda se situe dans la province d'Azilal sur l'oued El Abid principal affluent de la rivière Oum Errabiaa.

#### Barrage Bin el-Ouidane
Le barrage Bin el Ouidane est construit à Aït Aïssa près d'Azilal et de Béni Mellal, sur l'oued El Abid, grand affluent de l'Oum Errabiaa. Les cours d'eau du bassin sont constitués de l'oued Oum Er-Rbia et de ses principaux affluents : Tassaout, oued Lakhdar et oued El Abid, en aval de la ville de Khénfra, mis en service en 1954, sa hauteur est de 133 m, capacité de retenue : 1,253 Mm3, couvrant une superficie de 6,5 km2.
Il permet la mise en valeur de la plaine de Tadla (70 000 hectares de terres fertiles) et contribue au développent agricole du Maroc par la production de betteraves sucrières (150 000 tonnes par an) ainsi que par une infrastructure industrielle adéquate (destinée au sucre, au coton, et au lait).
Le barrage hydro-électrique d'Afourer fournit une production en énergie de 600 milliards de kilowattheures, soit les deux tiers de l’électricité d’origine hydraulique du Maroc.

### Les barrages Abda Doukala

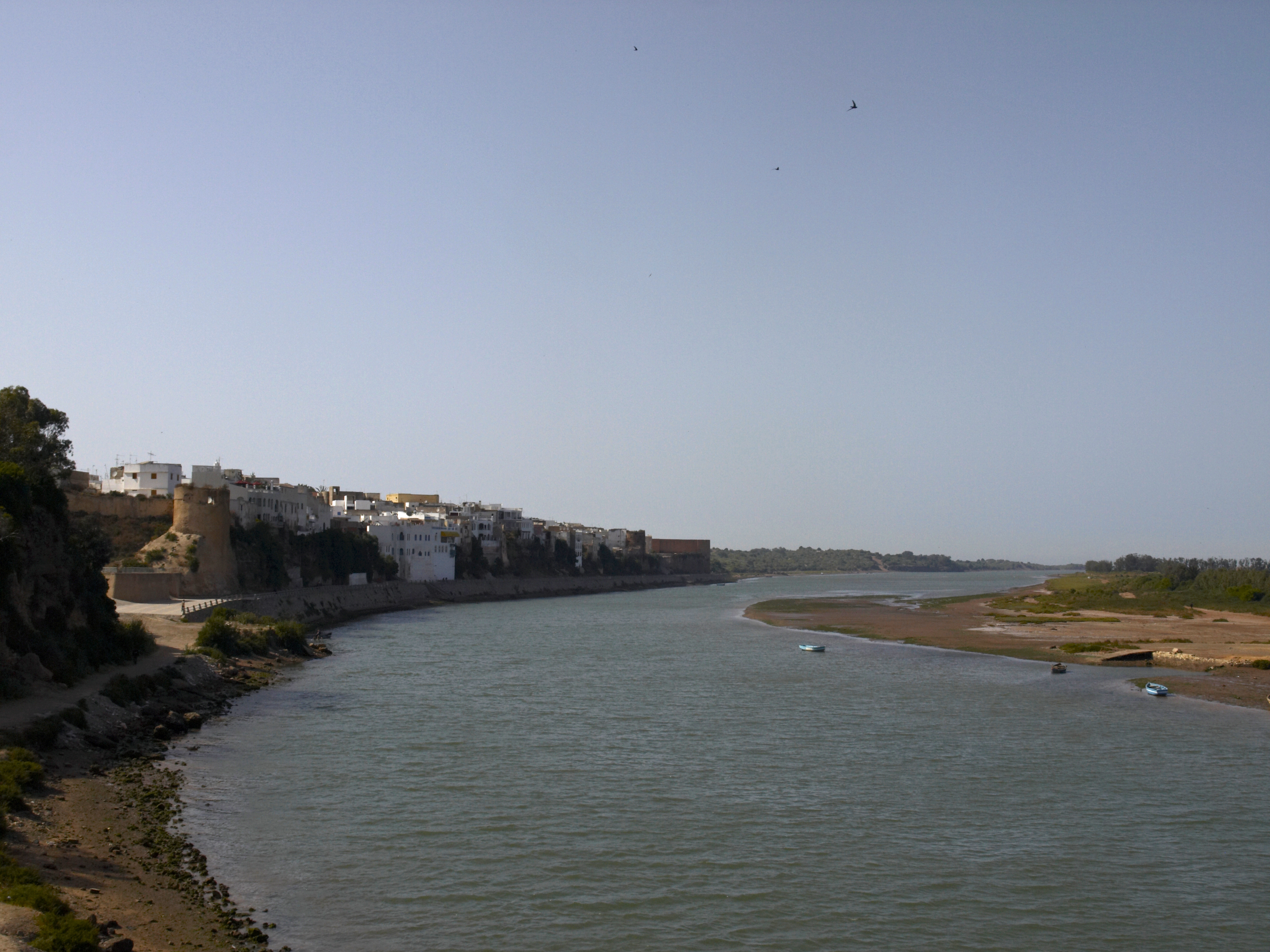
L'Oum Errabiâ près de son embouchure, longeant la ville d'Azemmour.

Cette concentration des barrages ci-dessous joue un triple rôle :
- Irrigation de la grande plaine A'bda et Doukala.
- Production hydroélectrique.
- Alimentation en eau potable la région de Casablanca
- Barrage Al Massira
- Barrage Imfout
- Barrage Daourat
- Barrage Sidi Said Maâchou

Le barrage sur l'Oum Errabia a été mis en service en 1929 et fut le premier barrage construit au Maroc, conçu dans un but hydroélectrique en 1952, il alimente Casablanca en eau potable.

## Légende urbaine
Selon la tradition orale, l'Oum Errabiaa a juré de sacrifier par noyade quarante personnes par an, depuis la source jusqu'à l'embouchure.

### Vidéothèque
- Oued Srou